# Visconde de Vila Nova de Souto d' El-Rei
Visconde de Vila Nova de Souto de El-Rei é um título nobiliárquico criado por D. José I de Portugal, por Decreto de 17 de Maio de 1774, em favor de D. Francisco de Almada de Mendonça (antes Senhor de Vila Nova de Souto de El-Rei), primo do Marquês de Pombal e enviado em Roma durante o governo deste.
Titulares
1. D. Francisco de Almada de Mendonça, Senhor e 1.° Visconde de Vila Nova de Souto de El-Rei;
2. D. António José de Almada e Melo, 2.° Visconde de Vila Nova de Souto de El-Rei;
3. D. João José Francisco de Almada Melo Velho e Lencastre, 3.º Visconde de Vila Nova de Souto de El-Rei;
4. D. António José de Almada Melo Velho e Lencastre, 4.º Visconde de Vila Nova de Souto de El-Rei.

Após a Implantação da República Portuguesa, e com o fim do sistema nobiliárquico, usou o título: 
1. Maria José de Almada e Lancastre de Sousa Teles, 5.ª Viscondessa Vila Nova de Souto de El-Rei.